# Municipio de Wheatland (Misuri)
El municipio de Wheatland (en inglés: Wheatland Township) es un municipio ubicado en el condado de Hickory en el estado estadounidense de Misuri. En el año 2010 tenía una población de 1055 habitantes y una densidad poblacional de 7,61 personas por km².

## Geografía
El municipio de Wheatland se encuentra ubicado en las coordenadas 37°59′14″N 93°23′31″O / 37.98722, -93.39194. Según la Oficina del Censo de los Estados Unidos, el municipio tiene una superficie total de 138.71 km², de la cual 137,39 km² corresponden a tierra firme y (0,95 %) 1,32 km² es agua.

## Demografía
Según el censo de 2010, había 1055 personas residiendo en el municipio de Wheatland. La densidad de población era de 7,61 hab./km². De los 1055 habitantes, el municipio de Wheatland estaba compuesto por el 96,87 % blancos, el 0,57 % eran afroamericanos, el 0,28 % eran amerindios, el 0,66 % eran isleños del Pacífico, el 0,09 % eran de otras razas y el 1,52 % eran de una mezcla de razas. Del total de la población el 1,23 % eran hispanos o latinos de cualquier raza.